# Énna Airgdech
Énna Airgdech (i.e: « riche en argent », également transcrit en  Airgthech, Airgtheach), fils de Eochaid Mumo, est selon les légendes médiévales et la tradition pseudo historique irlandaise un  Ard ri Erenn.

## Règne
Énna ou Éadhna prend le pouvoir après avoir tué lors de la bataille de Carman son prédécesseur Óengus Olmucaid, qui était également le meurtrier de son père Il est réputé avoir fait faire à Argatros  des boucliers d'argent pour ses nobles. Il règne 27 (A.F.M) ou 28 ans avant d'être tué par Rothechtaid mac Main  un petit-fils d' Óengus lors de la Bataille de Raigne. La chronologie de Geoffrey Keating Foras Feasa ar Éirinn date son règne de 1032-1005 av. J.-C. , et les Annales des quatre maîtres  de 1537-1533 av. J.-C..

## Source
- (en) Cet article est partiellement ou en totalité issu de l’article de Wikipédia en anglais intitulé « Énna Airgdech » (voir la liste des auteurs), édition du 9 avril 2012.